# Madam C. J. Walker

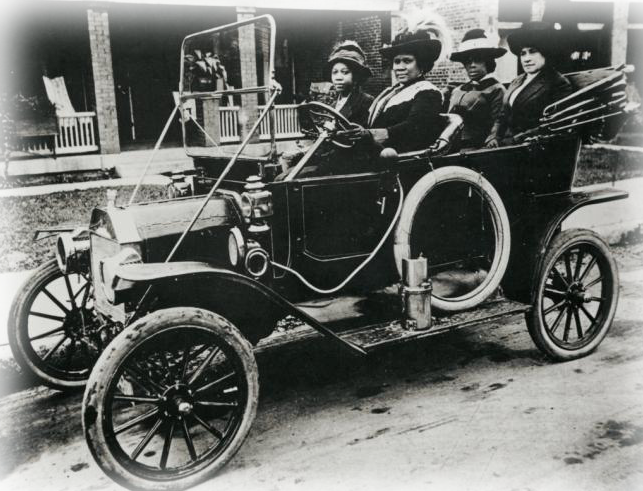
Madam Walker y varias de sus amigas en un automóvil, 1911.

Sarah Breedlove (Delta, 23 de diciembre de 1867-Irvington, 25 de mayo de 1919), más conocida como Madam C. J. Walker, fue una empresaria y filántropa estadounidense, considerada la primera mujer negra en convertirse en millonaria por méritos propios en los Estados Unidos. Hizo su fortuna desarrollando y vendiendo una exitosa línea de productos de belleza y para el cabello para mujeres negras con la compañía que fundó, la Madame C.J. Walker Manufacturing Company. Múltiples fuentes mencionan que, aunque otras mujeres (como Mary Ellen Pleasant) podrían haber sido las primeras, su riqueza no está tan bien documentada.
También se hizo conocida por su filantropía y activismo. Hizo donaciones económicas a numerosas organizaciones, como la NAACP, y se convirtió en mecenas de las artes. Villa Lewaro, la lujosa mansión de Walker en Irvington (Nueva York), era un lugar de encuentro social para la comunidad afroamericana. En el momento de su muerte, se la consideraba la empresaria afroamericana más rica y la mujer negra hecha a sí misma más rica de Estados Unidos. Su nombre era una versión de "Mrs. Charles Joseph Walker", en honor a su tercer marido.

## Biografía
Sarah Breedlove nació el 23 de diciembre de 1867 en Delta, Luisiana. Fue una de seis hijos; tuvo una hermana llamada Louvenia y cuatro hermanos: Alexander, James, Solomon, y Owen Jr. Sarah, sus padres y hermanos mayores fueron esclavos en la plantación Madison Parish de Robert W. Burney. Ella fue la primera hija en su familia en nacer en libertad luego de la Proclamación de Emancipación. Su madre murió en 1872, posiblemente de cólera. Su padre se volvió a casar y falleció.
Quedó huérfana a los siete años. Sarah se trasladó a Vicksburg, Mississippi, a la edad de 10 años, donde vivió con Louvenia y su cuñado, Jesse Powell. Comenzó a trabajar de niña como empleada doméstica.
"Tuve pocas o ninguna oportunidad cuando empecé en la vida, ya que quedé huérfana y estuve sin madre ni padre desde que tenía siete años", contaba a menudo. También contaba que sólo había recibido tres meses de educación formal, que aprendió durante las clases de alfabetización de la escuela dominical de la iglesia a la que asistía durante sus primeros años.

## Vida personal y familiar

### Matrimonio y familia
En 1882, a la edad de catorce años, Sarah se casó con Moses McWilliams, de edad desconocida, para escapar de los abusos de su cuñado, Jesse Powell. Sarah y Moses tuvieron una hija, A'Lelia, que nació el 6 de junio de 1885. Cuando Moses murió en 1887, Sarah tenía veinte años y Lelia dos. Sarah se volvió a casar en 1894, pero dejó a su segundo marido, John Davis, alrededor de 1903. 
En enero de 1906, Sarah se casó con Charles Joseph Walker, un vendedor de publicidad de periódicos que había conocido en St. Louis (Missouri). A raíz de este matrimonio, pasó a ser conocida como Madam C. J. Walker. La pareja se divorció en 1912; Charles murió en 1926. Lelia McWilliams adoptó el apellido de su padrastro y pasó a ser conocida como A'Lelia Walker.

### Religión:
Walker fue cristiana devota. Su fe cristiana tuvo un gran impacto en su filantropía.  Era miembro de la Iglesia Metodista Episcopal Africana.

## Trayectoria
Como muchas mujeres de la época, Sarah sufrió la caída de su cabello y problemas en el cuero cabelludo debido principalmente a una dieta deficiente, escasos hábitos de higiene y productos como la soda (o sosa) cáustica, que eran incluidos tanto en los jabones para lavar la ropa como en los de la limpieza del cabello. Para entonces, la mayoría de los estadounidenses no contaba con agua corriente en sus hogares ni calefacción, por lo que se bañaban y se lavaban el cabello con poca frecuencia. En un principio ella aprendió sobre el cuidado del cabello de sus hermanos barberos.

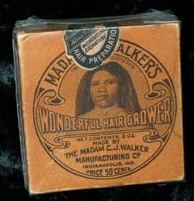
El Wonderful Hair Grower de Madame C.J. Walker como parte de la colección permanente del Museo de los Niños de Indianápolis.

Aproximadamente para la Feria Mundial de 1904, se convirtió en agente comisionada de ventas de los productos Annie Turnbo Malone, una emprendedora de productos de cuidado del cabello para afroamericanos. Mientras trabajaba con Annie Malone, aprendió y adaptó sus conocimientos sobre el cabello y productos para el mismo. Se mudó a Denver para trabajar en sus propios productos, y se casó con Charles Joseph Walker, un vendedor de publicidad en periódicos. Empezó así a hacerse conocida como Madam C.J. Walker, una peluquera y vendedora independiente de cremas cosméticas. Luego de casarse con Charles Walker, este le dio consejos sobre promoción y publicidad en revistas y periódicos afroamericanos, mientras que Madam C. J. Walker entrenaba a mujeres para que se convirtieran en "culturistas de la belleza" y para que aprendieran el arte de vender puerta a puerta. En 1906, Madam Walker puso a su hija A'Lelia (McWilliams) a cargo de las operaciones de venta por correo, mientras ella viajaba a través de los estados del sur y el este de los Estados Unidos para expandir y promocionar su negocio.
Inspirada por el modelo de la National Association of Colored Women, comenzó a organizar a sus agentes de ventas en clubes locales y estatales. En 1917 organizó su primera conferencia anual de "Madam Walker Beauty Culturists" en Filadelfia. Durante la convención dio premios no solo a las mujeres que habían vendido la mayor cantidad de productos y atraído a nuevas agentes de venta, sino que también a aquellas que habían contribuido con la mayor cantidad de caridad en sus comunidades. Enfatizó la importancia de la filantropía y la participación política. Esto tuvo un impacto enorme en la expansión de su negocio. También comenzó su negocio de venta por correo internacional para mantenerse al ritmo de su creciente negocio, poniendo a su hija A'Lelia Walker a cargo del mismo.
Cuando su hija Lelia (más adelante conocida como A'Lelia Walker) administró el negocio por correo desde Denver, Madam Walker y su esposo viajaron a lo largo de los estados del sur y el este del país. Se asentaron en Pittsburgh en 1908 y abrieron el Colegio Lelia para entrenar a "culturistas del cabello". En 1910 Walker se mudó a Indianápolis, en donde estableció sus oficinas principales y construyó una fábrica, un salón de belleza y una escuela de belleza para entrenar a sus agentes de venta. Más adelante añadiría un laboratorio para colaborar con su investigación en nuevos productos e ingredientes. Sarah, para entonces ya conocida como Madam C. J. Walker, se estaba volviendo muy exitosa. El mercado de su negocio se extendió más allá de los Estados Unidos, llegando a Cuba, Jamaica, Haití, Panamá, Honduras y Costa Rica.
Comenzó a enseñar y entrenar a otras mujeres negras sobre la independencia de la mujer, preparación de presupuestos y el cuidado de la belleza para ayudarles a crear sus propios negocios. También dio charlas sobre temas políticos, económicos y sociales en convenciones financiadas por instituciones negras influyentes. En 1917 inició la convención del Sindicato de Culturistas del Cabello Walker de Estados Unidos, la cual terminó siendo la primera convención de mujeres estadounidenses para la discusión sobre comercio y negocios. Se involucró en temas políticos, llegando a formar parte del comité ejecutivo de Protesta de la Marcha Silenciosa; ésta fue una demostración pública de más de 8.000 afroamericanos llevada a cabo el 28 de julio de 1917 como una marcha silenciosa por la Quinta Avenida de Nueva York, para protestar contra los linchamientos que ocurrían en esos años y exigir justicia. Fue una de las primeras manifestaciones masivas de este tipo, guiada por líderes conocidos como James Weldon Johnson y W.E.B. Du Bois, para instar al presidente Woodrow Wilson a defender las vidas de los ciudadanos negros. La marcha terminó en un disturbio en el que murieron 39 afroamericanos.

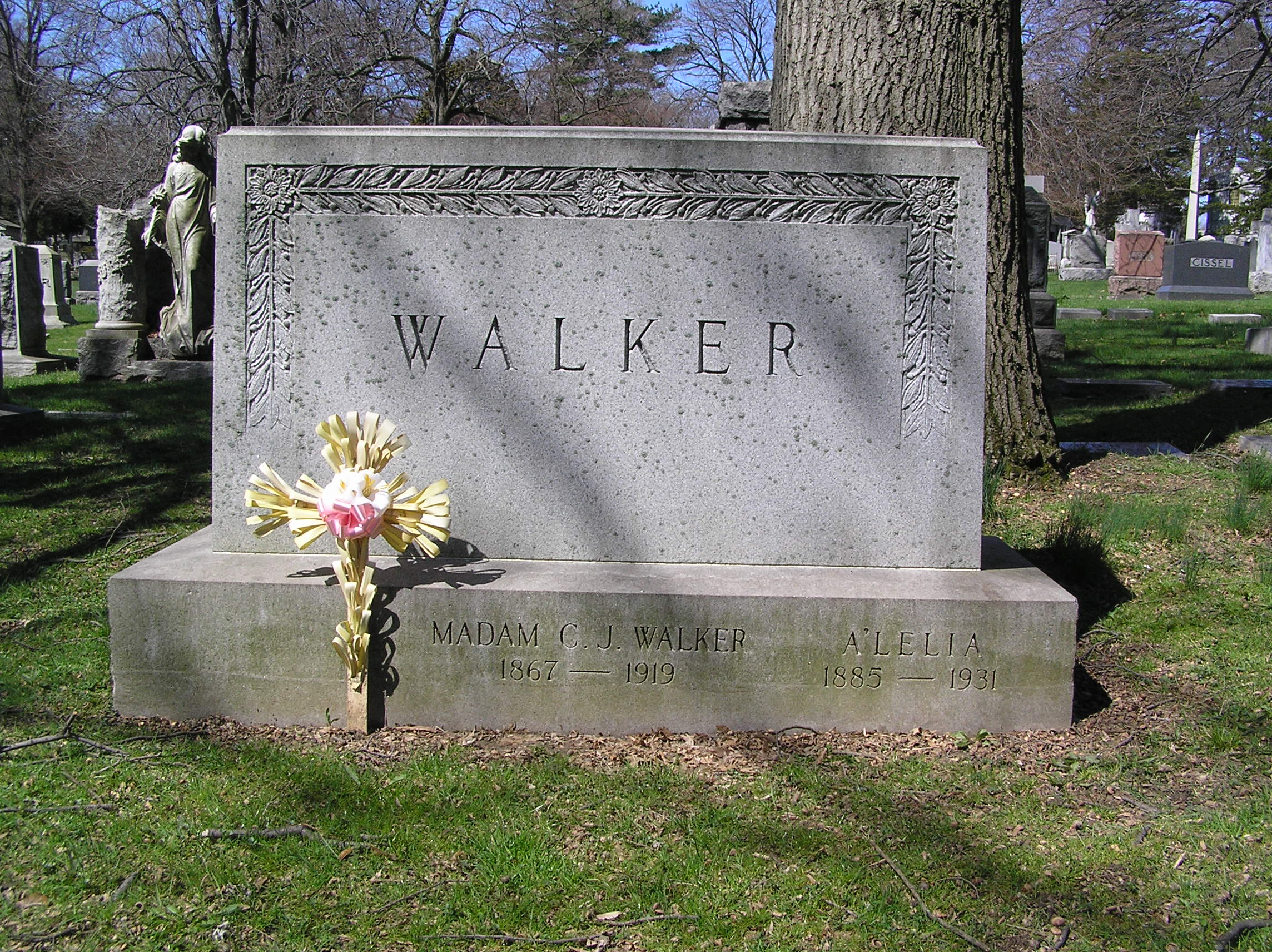
La tumba de Madam C. J. Walker.

En 1917, contrató a Vertner Tandy, el primer arquitecto negro certificado en el estado de Nueva York y miembro fundador de la fraternidad Alpha Phi Alpha, para que diseñara una casa para ella en Irvington, Nueva York, que fue llamada Villa Lewaro. La casa costó $250.000 dólares de la época, unos 3.2 millones de dólares en la actualidad. Se mudó a la Villa Lewaro en mayo de 1918 y organizó un evento de inauguración en honor a Emmett Scott, en ese entonces el Secretario Asistente de Asuntos Negros del Departamento de Guerra de los Estados Unidos.
Justo antes de su muerte donó 5.000 dólares, equivalente a aproximadamente 65.000 dólares a valor actual, al fondo anti linchamiento de la NAACP. Madam C.J. Walker murió a los 51 años en la Villa Lewaro el domingo 25 de mayo de 1919 debido a complicaciones de su hipertensión. En su testamento dejó dos tercios de sus futuras ganancias a la caridad y a su legado. Cuando murió era considerada la mujer afroamericana más rica de los Estados Unidos. Según el obituario de Walker en el New York Times: "Ella misma dijo dos años atrás [en 1917] que aún no era millonaria, pero que esperaba serlo algún día". Su hija, A'Lelia Walker, se convirtió en la nueva presidenta de la Madame C.J. Walker Manufacturing Company.

### Ficción
- Due, Tananarive The Black Rose: The Dramatic Story of Madam C.J. Walker, America's First Black Female Millionaire. Ballantine Books, 2001. ISBN 0-345-44156-7 (en inglés)
- Madam C. J. Walker: Una mujer hecha a sí misma. Miniserie que se basa en la biografía On Her Own Ground de A'Lelia Bundles. Netflix, 2020.[1]

### Juvenil no ficción
- Bundles, A'Lelia (2018). All About Madam C.J. Walker. Indianapolis, Indiana: Blue River Press. ISBN 9781681570938
- Bundles, A'Lelia Perry (2008). Madam C. J. Walker: Entrepreneur. Black Americans of Achievement (Legacy edición). New York: Chelsea House. ISBN 978-1-60413-072-0.
- Colman, Penny (1994). Madam C. J. Walker: Building a Business Empire. Gateway Biography. Brookfield, CT: The Millbrook Press. ISBN 9781562943387.